# Alpen Cup w biegach narciarskich 2011/2012
Alpen Cup w biegach narciarskich 2011/2012 – kolejna edycja tego cyklu zawodów, zaliczana do Pucharu Kontynentalnego.

## Kobiety

### Kalendarz i wyniki
| Lp. | Data             | Miejscowość | Dystans                            | 1. miejsce       | 2. miejsce              | 3. miejsce           |
| --- | ---------------- | ----------- | ---------------------------------- | ---------------- | ----------------------- | -------------------- |
| 1.  | 10 grudnia 2011  | Pokljuka    | 5 km s. klasycznym                 | Alena Sannikawa  | Olga Michajłowa         | Kateřina Smutná      |
| 2.  | 11 grudnia 2011  | Pokljuka    | 5 km s. dowolnym                   | Olga Michajłowa  | Célia Aymonier          | Sara Pellegrini      |
| 3.  | 16 grudnia 2011  | St. Ulrich  | Sprint s. dowolnym                 | Sandra Ringwald  | Lucia Joas              | Manon Locatelli      |
| 4.  | 17 grudnia 2011  | St. Ulrich  | 5 km s. klasycznym                 | Alena Sannikawa  | Célia Aymonier          | Élodie Bourgeois-Pin |
| 5.  | 18 grudnia 2011  | St. Ulrich  | 10 km s. dowolnym (start masowy)   | Monique Siegel   | Sandra Ringwald         | Aurélie Dabudyk      |
| 6.  | 6 stycznia 2012  | Arvieux     | 2,5 km s. klasycznym               | Jessica Müller   | Carole Maguet           | Lucia Scardoni       |
| 7.  | 7 stycznia 2012  | Arvieux     | 5 km s. dowolnym                   | Lucia Scardoni   | Célia Aymonier          | Aurélie Dabudyk      |
| 8.  | 8 stycznia 2012  | Arvieux     | 10 km s. klasycznym                | Lucia Scardoni   | Evi Sachenbacher-Stehle | Aurélie Dabudyk      |
| 9.  | 14 stycznia 2012 | Zwiesel     | Sprint s. dowolnym                 | Tatjana Stiffler | Laure Tassion           | Aurélie Dabudyk      |
| 10. | 15 stycznia 2012 | Zwiesel     | 15 km (bieg łączony)               | Aurélie Dabudyk  | Elisabeth Schicho       | Célia Aymonier       |
| 11. | 3 lutego 2012    | Campra      | Sprint s. klasycznym               | Sandra Ringwald  | Doris Trachsel          | Tatjana Stiffler     |
| 12. | 4 lutego 2012    | Campra      | 10 km s. klasycznym                | Sandra Ringwald  | Doris Trachsel          | Manon Locatelli      |
| 13. | 5 lutego 2012    | Campra      | 10 km s. dowolnym                  | Monique Siegel   | Veronica Cavallar       | Manon Locatelli      |
| 14. | 10 marca 2012    | Rogla       | 5 km s. dowolnym                   | Alenka Čebašek   | Barbara Jezeršek        | Ilaria Debertolis    |
| 15. | 11 marca 2012    | Rogla       | 15 km s. klasycznym (start masowy) | Barbara Jezeršek | Aurélie Dabudyk         | Alenka Čebašek       |
| 16. | 16 marca 2012    | Toblach     | 2,5 km s. dowolnym                 | Alenka Čebašek   | Holly Brooks            | Barbara Jezeršek     |
| 17. | 17 marca 2012    | Toblach     | 5 km s. klasycznym                 | Holly Brooks     | Barbara Jezeršek        | Alenka Čebašek       |
| 18. | 18 marca 2012    | Toblach     | 10 km s. dowolnym                  | Debora Agreiter  | Barbara Jezeršek        | Holly Brooks         |

### Klasyfikacja
| Lp. | Zawodnik          | Punkty |
| --- | ----------------- | ------ |
| 1.  | Célia Aymonier    | 962    |
| 2.  | Lucia Scardoni    | 759    |
| 3.  | Sandra Ringwald   | 756    |
| 4.  | Aurélie Dabudyk   | 708    |
| 5.  | Barbara Jezeršek  | 650    |
| 6.  | Manon Locatelli   | 561    |
| 7.  | Jessica Müller    | 511    |
| 8.  | Alenka Čebašek    | 500    |
| 9.  | Elisabeth Schicho | 449    |
| 10. | Mirjam Cossettini | 387    |

## Mężczyźni

### Kalendarz i wyniki
| Lp. | Data             | Miejscowość | Dystans                            | 1. miejsce             | 2. miejsce             | 3. miejsce             |
| --- | ---------------- | ----------- | ---------------------------------- | ---------------------- | ---------------------- | ---------------------- |
| 1.  | 10 grudnia 2011  | Pokljuka    | 10 km s. klasycznym                | Valerio Checchi        | Nikołaj Bołotow        | Aleksiej Sołowiew      |
| 2.  | 11 grudnia 2011  | Pokljuka    | 10 km s. dowolnym                  | Christophe Perrillat   | Paul Constantin Pepene | Paul Goalabre          |
| 3.  | 16 grudnia 2011  | St. Ulrich  | Sprint s. dowolnym                 | Ilja Czernousow        | Andreas Katz           | Nikołaj Bołotow        |
| 4.  | 17 grudnia 2011  | St. Ulrich  | 10 km s. klasycznym                | Ilja Czernousow        | Siergiej Turyszew      | Nikołaj Bołotow        |
| 5.  | 18 grudnia 2011  | St. Ulrich  | 10 km s. dowolnym (start masowy)   | Marco Mühlematter      | Siarhiej Dalidowicz    | Siergiej Turyszew      |
| 6.  | 6 stycznia 2012  | Arvieux     | 3,3 km s. klasycznym               | Nicola Morandini       | Jonas Baumann          | Fabrizio Clementi      |
| 7.  | 7 stycznia 2012  | Arvieux     | 10 km s. dowolnym                  | Ivan Perrillat Boiteux | Marco Mühlematter      | Adrien Mougel          |
| 8.  | 8 stycznia 2012  | Arvieux     | 15 km s. klasycznym                | Jonas Baumann          | Andreas Katz           | Ivan Perrillat Boiteux |
| 9.  | 14 stycznia 2012 | Zwiesel     | Sprint s. dowolnym                 | Paul Goalabre          | Gianluca Cologna       | Martin Bouchet         |
| 10. | 15 stycznia 2012 | Zwiesel     | 20 km (bieg łączony)               | Jonas Dobler           | Paul Goalabre          | Fabio Clementi         |
| 11. | 3 lutego 2012    | Campra      | Sprint s. klasycznym               | Dario Cologna          | Nicola Morandini       | Cyril Miranda          |
| 12. | 4 lutego 2012    | Campra      | 10 km s. klasycznym                | Dario Cologna          | Hannes Dotzler         | Tom Reichelt           |
| 13. | 5 lutego 2012    | Campra      | 10 km s. dowolnym                  | Romain Vandel          | Sebastian Eisenlauer   | Jonas Dobler           |
| 14. | 10 marca 2012    | Rogla       | 10 km s. dowolnym                  | Ivan Perrillat Boiteux | Mathias Wibault        | Fabio Clementi         |
| 15. | 11 marca 2012    | Rogla       | 30 km s. klasycznym (start masowy) | Marco Mühlematter      | Ivan Perrillat Boiteux | Mathias Wibault        |
| 16. | 16 marca 2012    | Toblach     | 3,3 km s. dowolnym                 | Pietro Piller Cottrer  | Fabio Clementi         | Mirco Bertolina        |
| 17. | 17 marca 2012    | Toblach     | 10 km s. klasycznym                | Valerio Checchi        | Fabrizio Clementi      | Jonas Baumann          |
| 18. | 18 marca 2012    | Toblach     | 15 km s. dowolnym                  | Aleš Razým             | Remo Fischer           | Tom Reichelt           |

### Klasyfikacja
| Lp. | Zawodnik               | Punkty |
| --- | ---------------------- | ------ |
| 1.  | Marco Mühlematter      | 778    |
| 2.  | Ivan Perrillat Boiteux | 723    |
| 3.  | Jonas Baumann          | 666    |
| 4.  | Fabio Clementi         | 552    |
| 5.  | Andreas Katz           | 540    |
| 6.  | Paul Goalabre          | 510    |
| 7.  | Fabrizio Clementi      | 466    |
| 8.  | Nicola Morandini       | 449    |
| 9.  | Mattia Pellegrin       | 427    |
| 10. | Adrien Mougel          | 383    |